# Mary Fiers
Maria Catharina Theresia (Mary) Fiers (Bladel, 5 oktober 1968) is een Nederlands politica namens de PvdA.

## Biografie
Na de HAVO aan het Pius X college in Bladel volgde Fiers de opleiding operatieassistentie aan de Hogeschool Eindhoven. Daarna een opleiding management voor operatieafdelingen en beleid- en organisatiewetenschappen aan de Katholieke Universiteit Brabant. Na 12 jaar gewerkt te hebben op de operatieafdeling van het Máxima Medisch Centrum (voormalige Diaconessenhuis) werkte ze tot 2006 als leidinggevende in de verslavingszorg in Brabant.
Van 2002 tot 2006 was Fiers lid van de Eindhovense gemeenteraad. Van 2006 tot 2010 was ze wethouder met in haar portefeuille wonen en volkshuisvesting, wijkvernieuwing, ruimtelijke kwaliteit (ruimtelijke ordening en stedenbouw), projecten Meerhoven, Strijp-S, Dommelkwartier, Stationsgebied, BOR (bestuurscommissie), groen, water, onderhoud openbare ruimte, archeologie, monumenten, woonwagenbeleid, licht, masterplan A-2, vergunningverlening, dienstverlening.
Van april 2010 tot maart 2013 maakte ze als wethouder deel uit van het college van burgemeester en wethouders in Eindhoven met in haar portefeuille wijkvernieuwing, burgerparticipatie en stadsdeelgericht werken, ruimtelijke ordening, stedelijke ontwikkeling (o.a. projecten Meerhoven, Strijp S, Stationsgebied) en vergunningverlening.
Op 11 maart 2013 maakte Fiers haar aftreden als wethouder bekend na problemen rond een verhuisproject van woonwagens naar het Orgelplein in Eindhoven. Op 1 mei 2014 trad ze aan als directeur van Groen Ontwikkelfonds Brabant.
Bij de Eerste Kamerverkiezingen in 2015 stond Fiers op de dertiende plaats van de PvdA-kandidatenlijst, wat niet voldoende was om gekozen te worden. Op 3 april 2018 werd zij alsnog geïnstalleerd als lid van de Eerste Kamer in de vacature die ontstaan was door het aftreden van Jannette Beuving.
Bij de Eerste Kamerverkiezingen in 2019 stond Fiers op de achtste plaats van de PvdA-kandidatenlijst, wat niet voldoende was om gekozen te worden. Op 12 oktober 2021 werd zij alsnog geïnstalleerd als lid van de Eerste Kamer in de vacature die ontstaan was door het aftreden van Esther-Mirjam Sent.
Bij de Eerste Kamerverkiezingen in 2023 stond Fiers op de vijfde plaats van de PvdA-kandidatenlijst, waarmee ze dit keer direct in de Eerste Kamer kwam.
Ferd Crone · Mary Fiers · Roel van Gurp · Hetty Janssen · Farah Karimi · Saskia Kluit · Randy Martens · Artie Ramsodit-de Graaf · Jeroen Recourt · Daan Roovers · Paul Rosenmöller · Noortje Thijssen · Gala Veldhoen · Mei Li Vos
- Parlement.com: vkn3b1k01pzn